# Octave Feuillet

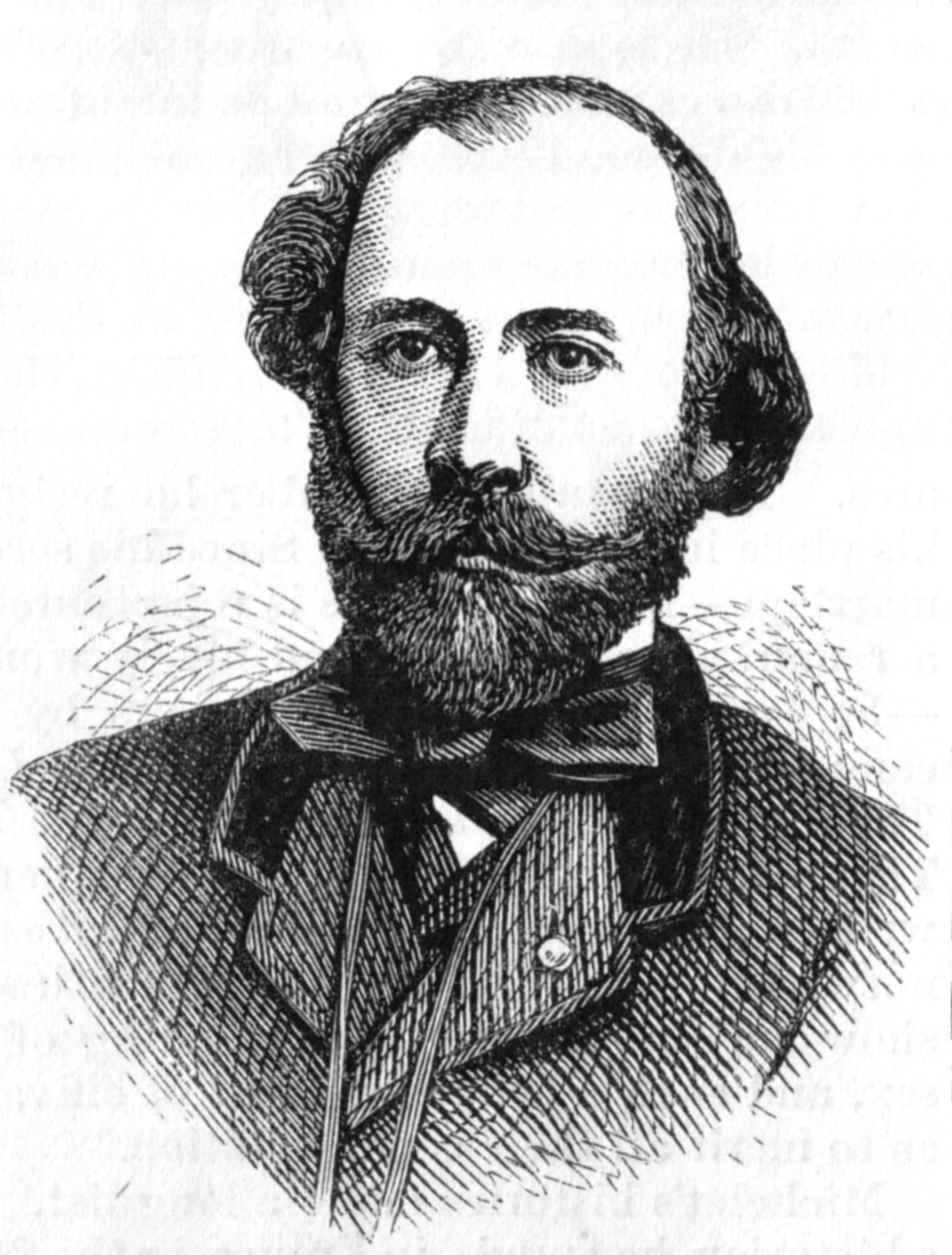
Octave Feuillet auf einem Stich von 1873

Octave Feuillet (* 10. August 1821 in Saint-Lô; † 28. Dezember 1890 in Paris) war ein französischer Schriftsteller.

## Leben
Octave Feuillet verfasste sowohl Romane als auch dramatische Stücke. 1845 hatte er mit dem Theaterstück Un bourgeois de Rome (Ein Bürger Roms) seinen ersten Erfolg. 1855 wurde sein Theaterstück Péril en la demeure (Gefahr im Verzug) an der Comédie-Française vor Napoleon III. und seiner Familie gespielt. 1862 wurde er in die Académie française gewählt und 1868 zum Bibliothekar des Schloss Fontainebleau ernannt.

## Bühnenstücke (Auszug)
- Un bourgeois de Rome. Comédie en un acte. 15. November 1845 im Theater L’Odéon. In: Octave Feuillet: Théâtre complet (= Théâtre complet. Band 203). Band 1. Calmann Lévy, Paris 1893, S. 1–43 (Scan in der Google-Buchsuche).
- Péril en la demeure. Comédie em deux aces. In: Octave Feuillet: Théâtre complet (= Théâtre complet. Band 203). Band 1. Calmann Lévy, Paris 1893, S. 143–234 (Scan in der Google-Buchsuche).
- La vieillesse de Richelieu. Komödie in fünf Akten, 1848 in der Comédie-Française. Michel Lévy Frères, Paris 1848 (französisch; Scan in der Google-Buchsuche).
- mit Paul Bocage: York. Vaudeville, 1852 im Théâtre du Palais-Royal. J. A. Lelong, Bruxelles 1852 (französisch; Scan in der Google-Buchsuche).
- Le village. Komödie in 1 Akt. In: Octave Feuillet: Théâtre complet (= Théâtre complet. Band 203). Band 1. Calmann Lévy, Paris 1893, S. 235–282 (Scan in der Google-Buchsuche).
  - deutsche Ausgabe: Ein alter Junggeselle. Lebensbild in zwei Aufzügen. Verlags-Comptoir (Th. Niemeyer), Hamburg 1858 (Scan in der Google-Buchsuche).
  - französische Ausgabe in Prosa mit deutscher Einleitung, Erklärung und Biografie des Verfassers: Le village. comédie en un acte, erklärt von Oskar Schmager. Weidmann, Dresden 1879 (Scan in der Google-Buchsuche: Exemplar der Bayerischen Staatsbibliothek).
- La Fée. Lustspiel in 1 Akte, 1856 im Théâtre du Vaudeville. In: Octave Feuillet: Théâtre complet (= Théâtre complet. Band 203). Band 1. Calmann Lévy, Paris 1893, S. 283–331 (Scan in der Google-Buchsuche).
  - deutsche Ausgabe: Die Fee. Lustspiel in 1 Akte. Deutsch von O. F. Eirich. L. Raveaux, Wien 1867 (Scan in der Google-Buchsuche: Exemplar der Österreichischen Nationalbibliothek).
- Dalila. Drama in drei Akten, 1857 im Théâtre du Vaudeville. Michel Lévy Frères, Paris 1857 (Scan in der Google-Buchsuche).
  - deutsche Ausgabe: (Bearbeitung des Wiener Stadttheaters) (= Reclams Universal-Bibliothek. Band 618). Philipp Reclam jun., Leipzig 1857 (Scan in der Google-Buchsuche: Exemplar der Österreichischen Nationalbibliothek).
- La Tentation. Schauspiel in 5 Akten, 1860 im Théâtre du Vaudeville. Michel Lévy Frères, Paris 1860 (Scan in der Google-Buchsuche).
  - deutsche Ausgabe: Die Versuchung. Schauspiel in 5 Akten. (An Wallner’s Theater in Berlin entschieden beifällig gegeben.) L. Kolbe, Berlin 1862 (Scan in der Google-Buchsuche: Exemplar der Österreichischen Nationalbibliothek).
- Julie. Drama in drei Akten, 1869 in der Comédie-Française. Michel Lévy Frères, Paris 1869 (französisch; Scan in der Google-Buchsuche).
- Le roman d'un jeune homme pauvre. Komödie in fünf Akten, 1885 im Théâtre du Gymnase Marie Bell. In: Octave Feuillet: Théâtre complet (= Théâtre complet. Band 203). Band 1. Calmann Lévy, Paris 1893, S. 331–473 (Scan in der Google-Buchsuche).
  - deutsche Ausgabe: Der Roman eines armen, jungen Mannes. Schauspiel in 5 Aufzügen und 7 Tableaux (= Wiener Theater-Repertoir. Band 51). Für die deutsche Bühne bearbeitet von C. Juin und P. J. Reinhard. J. B. Wallishausser’s k.k. Hoftheater-Druckerei, Wien o. D. [1858] (Scan in der Google-Buchsuche: Exemplar der Österreichischen Nationalbibliothek; Scan in der Google-Buchsuche: mit Titelblatt und handschriftlichen Notizen).

## Romane
- Die kleine Gräfin. J. Ludwig & A. Zang, Wien 1856 (Scan in der Google-Buchsuche: Exemplar der Österreichischen Nationalbibliothek).
- Le roman d'un jeune homme pauvre. 2. Auflage. Michel Lévy Frères, Paris 1859 (Scan in der Google-Buchsuche).
  - Der Roman eines armen jungen Menschen. Aus dem Französischen von Dr. Legné. Hartleben, Pest/Wien/Leipzig 1858 (Scan in der Google-Buchsuche).
- Ein verarmter Edelmann. Roman aus dem Weltleben. Nach dem Französischen. J. Schlesier, Potsdam 1859 (Scan in der Google-Buchsuche).
- Graf Camors. Roman. Tendler & Companie, Wien 1868 – Band 1 (Scan bei HathiTrust = Scan in der Google-Buchsuche); Band 2 (Scan bei HathiTrust = Scan in der Google-Buchsuche).
- Sibyllens Lebensgeschichte. J. Schlesier, Berlin 1863 (Scan in der Google-Buchsuche).
- Die Liebschaften Phillipps von Boisvilliers. Einzig autorisirte Übersetzung. Ernst Julius Günther, Leipzig 1878 (Scan in der Google-Buchsuche).